# فرماندهی سامانه‌های نیروی هوایی
فرماندهی سامانه‌های نیروی هوایی (انگلیسی: Air Force Systems Command) (مخفف انگلیسی: AFSC) یکی از ستادهای فرماندهی نیروی هوایی ایالات متحده آمریکا است که اکنون غیرفعال است. این ستاد در آوریل ۱۹۵۱ و پس از تفکیک از فرماندهی تجهیزات هوایی، بنیان‌گذاری شد. مأموریت این سازمان، تحقیق و توسعهٔ سامانه‌های تسلیحاتی جدید بود.